# كل شيء خفي
كل شيء خفي (بالإنجليزية: Every Secret Thing)‏ هو فيلم جريمة تم إنتاجه في الولايات المتحدة وصدر في سنة 2014. الفيلم من كتابة نيكول هولوفسنر. من بطولة دايان لاين وإليزابيث بانكس وداكوتا فانينغ وكولن دونيل ونيت باركر.

## القصة
تدور أحداث الفيلم حول محققة تتطلع إلى كشف لغز محيط بأطفال مفقودين و المشتبه بهم الرئيسيين امرأتين.

## وصلات خارجية
- كل شيء خفي على موقع IMDb (الإنجليزية)
- كل شيء خفي على موقع ميتاكريتيك (الإنجليزية)
- كل شيء خفي على موقع روتن توميتوز (الإنجليزية)
- كل شيء خفي على موقع قاعدة بيانات الأفلام العربية
- كل شيء خفي على موقع ألو سيني (الفرنسية)
- كل شيء خفي على موقع Turner Classic Movies (الإنجليزية)
- كل شيء خفي على موقع أول موفي (الإنجليزية)
- كل شيء خفي على موقع فيلمافينيتي (الإسبانية)
- كل شيء خفي على موقع قاعدة بيانات الأفلام السويدية (السويدية)
- كل شيء خفي على موقع قاعدة بيانات الفيلم (الإنجليزية)